# Neocyema erythrosoma
Genre
Espèce
Neocyema erythrosoma est une espèce de poissons Saccopharyngiformes (les Saccopharyngiformes sont des poissons longuiformes peu connus, car ils vivent dans la zone bathyale et abyssale).
C'est la seule espèce du genre Neocyema (monotypique).